# Sasunaga longiplaga
Sasunaga longiplaga là một loài bướm đêm trong họ Noctuidae.